# Xã Stanley, Quận Cass, Bắc Dakota
Xã Stanley (tiếng Anh: Stanley Township) là một xã thuộc quận Cass, tiểu bang Bắc Dakota, Hoa Kỳ. Năm 2010, dân số của xã này là 1.218 người.